# Verticordia densiflora
Verticordia densiflora là một loài thực vật có hoa trong Họ Đào kim nương. Loài này được Lindl. miêu tả khoa học đầu tiên năm 1839.